# 歴史の道 歩き旅
『歴史の道 歩き旅』（れきしのみち あるきたび）は、2016年4月4日から2017年3月31日までテレビ東京で放送された紀行番組。

## 内容
月曜から金曜まで毎朝1人の旅人が、いにしえの旅人が歩いた歴史ある道を歩く。道中で見かけた100年の時を越え、今に伝わるモノも紹介する。初期は街道を歩き、100年越えの一品を探す目的で旅が行われていた。第一回の旅人は大和田獏で日光街道であった。

## 主な旅人
- 渡辺正行
- 藤田朋子
- 秋本奈緒美
- 太川陽介
- 藤吉久美子

## 放送時間
| 期間       | 期間       | 放送時間（日本時間）     |
| ---------- | ---------- | ------------------------ |
| 2016.04.04 | 2016.07.01 | 平日 7:35 - 8:00（25分） |
| 2016.07.04 | 2017.03.31 | 平日 7:30 - 8:00（30分） |

リオ五輪期間中はデイリーハイライトを7:50から放送するため、20分に短縮して放送した。

## 放送リスト
| 2016年 | 2016年  | 2016年                                                                             | 2016年                                                | 2016年                                                                                             | 2016年 |
| 回     | 放送日  | 旅人、週間テーマ                                                                   | サブタイトル                                          | 来訪地施設、行程                                                                                   | 100年モノ |
| ------ | ------- | ---------------------------------------------------------------------------------- | ----------------------------------------------------- | -------------------------------------------------------------------------------------------------- | --- |
| 1      | 4月4日  | 大和田獏、奥の細道 深川〜日光 日光東照宮 今しか見られないものを見に行く旅          | 大和田獏が奥の細道 深川から千住へ                     | 素盞雄神社・千住宿歴史プチテラス・市場食堂 さかなや、深川から千住                                  | 「千住葱の葱鮪鍋」（市場食堂 さかなや）                                                                        |
| 2      | 4月5日  | 大和田獏、奥の細道 深川〜日光 日光東照宮 今しか見られないものを見に行く旅          | -                                                     | -                                                                                                  | - |
| 3      | 4月6日  | 大和田獏、奥の細道 深川〜日光 日光東照宮 今しか見られないものを見に行く旅          | -                                                     | -                                                                                                  | - |
| 4      | 4月7日  | 大和田獏、奥の細道 深川〜日光 日光東照宮 今しか見られないものを見に行く旅          | -                                                     | -                                                                                                  | - |
| 5      | 4月8日  | 大和田獏、奥の細道 深川〜日光 日光東照宮 今しか見られないものを見に行く旅          | -                                                     | -                                                                                                  | - |
| 6      | 4月11日 | 辰巳琢郎、東海道 箱根〜吉原 広重が描いた貴重な富士山を見に行く旅                   | 辰巳琢郎が東海道 箱根を超えて駿河湾へ                 | 早雲寺・金指ウッドクラフト・甘酒茶屋、箱根湯本あじさい橋から箱根町畑宿                             | 「江戸時代の味を守り抜く甘酒」（甘酒茶屋）                                                                     |
| 11     | 4月18日 | 大鶴義丹、中山道 深谷〜軽井沢 軽井沢が日本有数の避暑地になった秘密を探る旅         | 大鶴義丹が中山道を巡る 深谷から軽井沢〜               | JR深谷駅・だいまさ深谷米穀・深谷シネマ・飯島印刷所、深谷市原郷から深谷町                           | 「明治4年（1871年）の錦絵」本陣を描いたもの（飯島印刷所）                                                      |
| 16     | 4月25日 | 大和田伸也、熊野古道 白浜〜那智大社 熊野三大社を巡る 過去・現在・未来 幸せになる旅 | 大和田伸也が世界遺産・熊野古道を巡る 白浜から熊野街道 | 熊野水産・深見梅店、白浜から上富田町岩田                                                           | 「樹齢500年のクスノキ」（根皆田橋西）                                                                          |
| 21     | 5月2日  | コロッケ、秩父34ヶ所札所巡りの旅 初心者でもご利益あるコース                        | コロッケが秩父三十四ヶ所巡礼の旅へ                    | 誦経山四萬部寺・八幡屋本店・旗下山慈眼寺                                                           | 「秩父の美味しい銘菓」（八幡屋本店の和銅最中） 「メグスリノキのお茶」（旗下山慈眼寺）                          |
| 26     | 5月9日  | 渡辺徹、東海道 吉原宿〜府中 徳川家康が愛した料理を食べる旅                         | 渡辺徹が静岡県富士市から静岡市までの歩き旅 吉原宿     | 吉原天神社・南岳堂・富士川民俗資料館（稲葉家住宅）・ツル家、富士市吉原から中之郷                   | 「明治時代末期に考案されたトリパン」（南岳堂） 「江戸時代の名物「栗の粉餅」」（ツル家）                        |
| 31     | 5月16日 | 渡辺正行、下田街道 三島〜下田 黒船・幕末の秘話を知る旅                             | 渡辺正行の下田街道歩き旅 三嶋大社から韮山〜           | 蛭ヶ島茶屋・韮山反射炉・反射炉物産館たんなん・韮山代官所、三嶋大社前三島下田街道起点から韮山代官所 | 「パン祖のパン」江戸時代のレシピで作られたパン（韮山代官所）                                                   |
| 41     | 5月30日 | 太川陽介、甲斐の国・山梨「身延道」を歩く旅 武田信玄が驚き逃げ出したモノとは?       | 太川陽介が身延道を行く武田神社                        | 武田神社・山梨のワインと地酒 吉田屋、甲府から身延道に入ったところまで                              | 「信玄ゆかりの井戸水」（武田神社名水姫の井戸） 「約100年前の元旦初荷の様子」（山梨のワインと地酒吉田屋の写真） |

## スタッフ
- ナレーター - 白石小百合（当時テレビ東京アナウンサー[2]）
- 企画 - 藤掛匡史（2016年10月3日 - 、以前はプロデューサー）
- 構成 - 森泉たつひで、建部和史、清山智之、やすけいいち、弓場伸治、大賀広道、古川順一（週替り）
- 撮影 - 成田良輔、二方昭雄、中村智幸、石川泰之、山徹治、大手洋行、成田大助、岸田将生（夫）、久村誠次、東海林智恵、花岡隆太、菅良太、千葉英明、津野晶、武田司、大木大介、白濱信貴、甲斐優美、岩佐健史、菅野一哉、渡会文絢、湯原直樹、佐々木健、黒川広仁、太田黒岳、石川加織、真田光、菅井祐志、山森義明、山口諒也、国家修平（週替り）
- 音声 - 鏑木悠幹、田中竜也、鈴木英裕、田中君洋、松島博昭、李柏緯、岩田充、倉持友和、佐藤愛未、三ツ井千尋、片岡翔吾、染谷一輝、鈴木美奈、横山隆文、高橋拓也、町田和康、蕉木靖久、松浦昇平、江畑恵子、石川加織、荻原浩一、茂手木利美、尾形吉堂、染谷一輝、長屋結也（週替り）
- 編集 - 庄司裕幸
- MA - 大矢研二、上野裕、兒子仁、大前智浩、姥谷充浩（週替り）
- 音効 - 音響企画
- タイトル - ルールブック
- 技術協力 - テレテック、テクノマックスビデオセンター、DJI THE FUTURE OF POSSIBLE、ディープ、中部ロケーションサービス、東京オフラインセンター、AMBlS、Loca Bus inc.、プライドトゥ、525 PRODUCTlONS、ユニテックビジョン、BULL BULL、EYEZEN、Ambis
- 広報 - 西山麻衣子
- デスク - 松村優花
- AP - 柳井裕美、櫻田朋樹、鈴木和則、柴田侑市朗、難波裕介（週替り）
- AD - 石田謙輔、渡辺剣太、君島海里、浦崎茜、今井貴大、長谷川琢真、遠藤未涼、野口郁仲、本田葉介、相田祥孝、大町晶、千葉竜也、山井寿紀、坪根結希、川添光由（週替り）
- 演出 - 堀川英男、井本武雄、伊藤雄太、高橋麻樹、大友昭彦、本田秀次、安納隆仁、大谷一生、渡邊展久、加藤大典、岡田大助、坂本憲史、佐藤雄二、上林美実、濱田有里、本田史典、野中哲也（週替り）
- 総合演出 - 辰巳洋平
- プロデューサー - 中居義孝、宮澤正徹（宮澤→2016年10月3日 - ）（毎週）、小野寺春佳、高田功一、大澤宏一郎、松村隆、山田明徳、坂本耕司、新井丈二（週替り）
- 制作協力 - エーステレビ、日経映像、太陽カンパニー、PLAMo、NEXUS（週替り）
- 製作 - テレビ東京、PROTX

### 過去のスタッフ
- ディレクター - 菅野誠
- プロデューサー - 中島公健

## ネット局と放送時間
| 放送対象地域   | 放送局                      | 放送時間（JST）           |
| -------------- | --------------------------- | ------------------------- |
| 関東広域圏     | テレビ東京 【制作局】（TX） | 月 - 金曜日 7:30 - 8:00   |
| 北海道         | テレビ北海道（TVh）         | 月 - 金曜日 7:30 - 8:00   |
| 愛知県         | テレビ愛知（TVA）           | 月 - 金曜日 7:30 - 8:00   |
| 大阪府         | テレビ大阪（TVO）           | 月 - 金曜日 7:30 - 8:00   |
| 岡山県・香川県 | テレビせとうち（TSC）       | 月 - 金曜日 7:30 - 8:00   |
| 福岡県         | TVQ九州放送（TVQ）          | 月 - 金曜日 7:30 - 8:00   |
| 青森県         | 青森テレビ（ATV）           | 木曜日 15:20 - 15:50      |
| 和歌山県       | テレビ和歌山（WTV）         | 月 - 金曜日 15:32 - 16:01 |

この他、秋田テレビ（AKT）で主に土曜の午前中に不定期で放送されていた。